# Lonely Is an Eyesore
Lonely Is an Eyesore es un álbum recopilatorio de artistas musicales de la discográfica 4AD publicado en junio de 1987. El álbum estuvo producido por Ivo Watts-Russell (cofundador del sello discográfico) y grabado en los Blackwing Studios de Londres. Fue masterizado por John Fryer y lanzado originalmente en formato vinilo, CD (editado posteriormente, en 1990) y casete. Tuvo una edición limitada de caja de madera que contenía material adicional. Asimismo, se editó un VHS y un Beta de los vídeos musicales de las canciones. 
El título del álbum deriva de la canción «Fish» de Throwing Muses, recopilada en el mismo LP, artista recién llegado a la discográfica.

## Listado de canciones
| N.º | Título                                       | Duración |  |
| 1.  | «Hot Doggie» (de Colourbox)                  | 2:57     |  |
| 2.  | «Acid, Bitter and Sad» (de This Mortal Coil) | 5:27     |  |
| 3.  | «Cut the Tree» (de The Wolfgang Press)       | 5:35     |  |
| 4.  | «Fish» (de Throwing Muses)                   | 4:29     |  |
| 5.  | «Frontier» (de Dead Can Dance)               | 2:58     |  |
| 6.  | «Crushed» (Cocteau Twins)                    | 3:17     |  |
| 7.  | «No Motion» (de Dif Juz)                     | 4:49     |  |
| 8.  | «Muscoviet Musquito» (de Clan of Xymox)      | 4:03     |  |
| 9.  | «The Protagonist» (de Dead Can Dance)        | 8:48     |  |